# José Feliciano
Jose Feliciano (Lares, Puerto Rico, 10 de setembre del 1945) és un cantant de balades.
Cec de naixement, aviat es va interessar per la música. Va iniciar la seva carrera com a músic de l'anomenat Flamenco Pop. Aviat va destacar i la RCA el va contractar i després de gravar un single que va tenir molt bona acollida: Everybody Do The Click, es van motivar a crear el que va ser el seu primer treball.
El 1964 va publicar el seu primer àlbum. El seu èxit va ser tan gran que va ser escollit el 1968 per cantar als mundials de beisbol, on va interpretar The Star Spangled Banner.
El 1971 va participar en el Festival de San Remo, amb la cançó ¿Che sarà? (Què serà?), el qual va ser un dels seus grans èxits.
Des dels seus inicis fins a l'actualitat, Feliciano ha enregistrat més de 60 àlbums tant en anglès com en espanyol.

## Discografia

### Anglès/Internacional
- 1964 The Voice and Guitar of Jose Feliciano
- 1965 Fantastic Feliciano
- 1966 A Bag Full of Soul
- 1968 Feliciano!
- 1968 Souled
- 1969 Feliciano - 10 to 23
- 1969 Alive Alive-O!
- 1970 Fireworks
- 1970 Christmas Album
- 1971 Encore!
- 1971 Ché Sarà
- 1971 That the Spirit Needs
- 1972 Sings
- 1972 Memphis Menu
- 1973 Compartments
- 1974 For My Love, Mother Music
- 1974 And The Feeling's Good
- 1975 Just Wanna Rock and Roll
- 1976 Angela
- 1977 Sweet Soul Music
- 1981 Jose Feliciano
- 1983 Romance In The Night
- 1989 I'm Never Gonna Change
- 1990 Steppin' Out
- 1996 Present Tense
- 1996 On Second Thought
- 2000 The Season Of your Heart
- 2006 Six String Lady (the instrumental album)

### Espanyol
- 1966 El Sentimiento La Voz y la Guitarra
- 1966 La Copa Rota
- 1967 Sombra
- 1967 ¡El Fantástico!
- 1967 Más Éxitos de José
- 1968 Felicidades Con Lo Mejor de José Feliciano
- 1968 Sin Luz -
- 1971 En Mi Soledad - No Llores
- 1971 José Feliciano Dos Cruces
- 1971 José Feliciano January 71
- 1971 José Feliciano Canta Otra
- 1982 Escenas de Amor
- 1983 Me Enamoré
- 1984 Como Tú Quieres
- 1985 Ya Soy Tuyo
- 1986 Te Amaré
- 1987 Tu Inmenso Amor
- 1990 Niña
- 1992 Latin Street '92
- 1996 Americano
- 1998 Señor Bolero
- 2001 Señor Bolero 2
- 2003 Guitarra Mía Tribute
- 2005 A México, Con Amor

## Guardons
Premis
- 1969: Grammy al millor nou artista